# Hildegardplatz

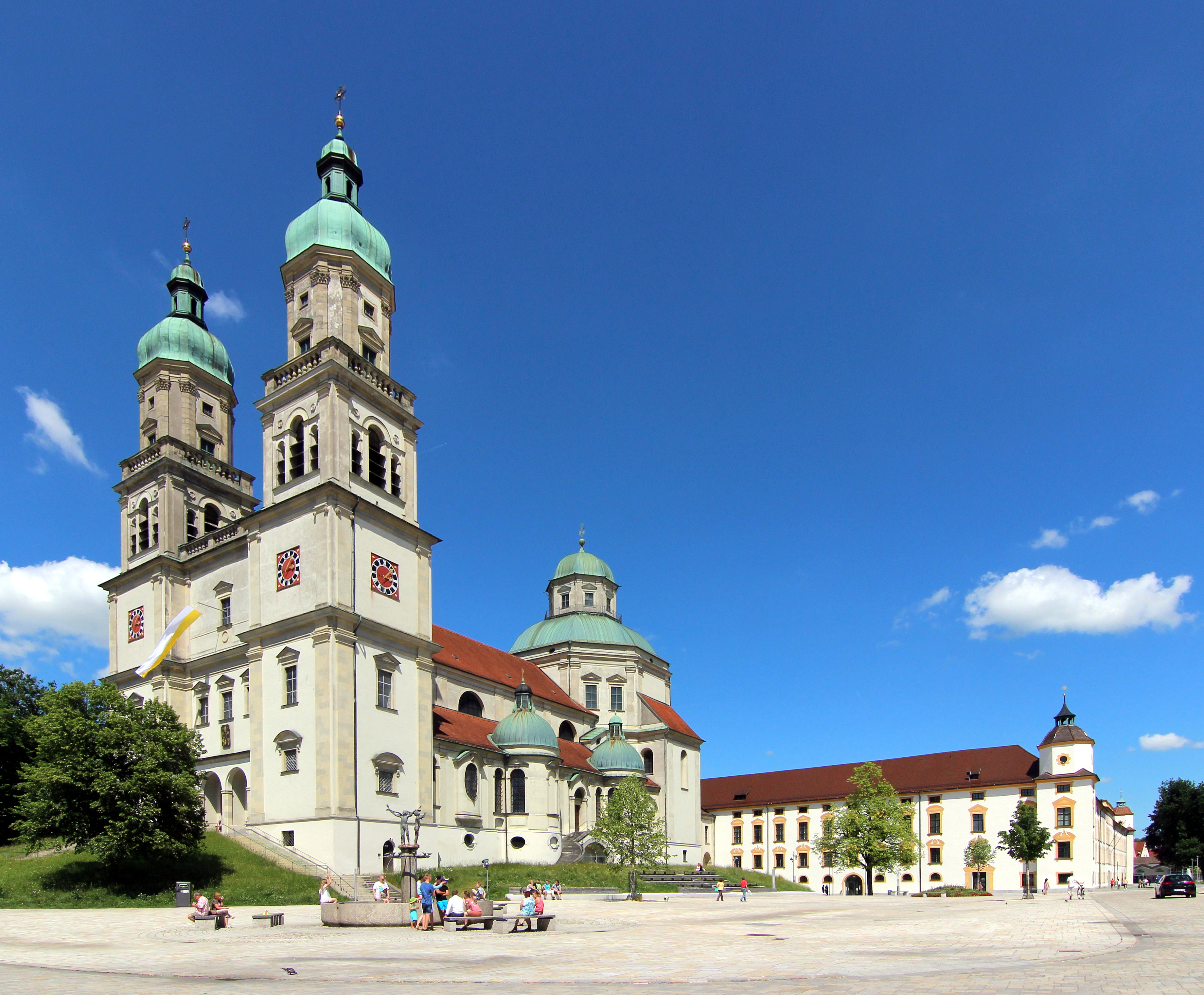
Der Hildegardplatz (2015)

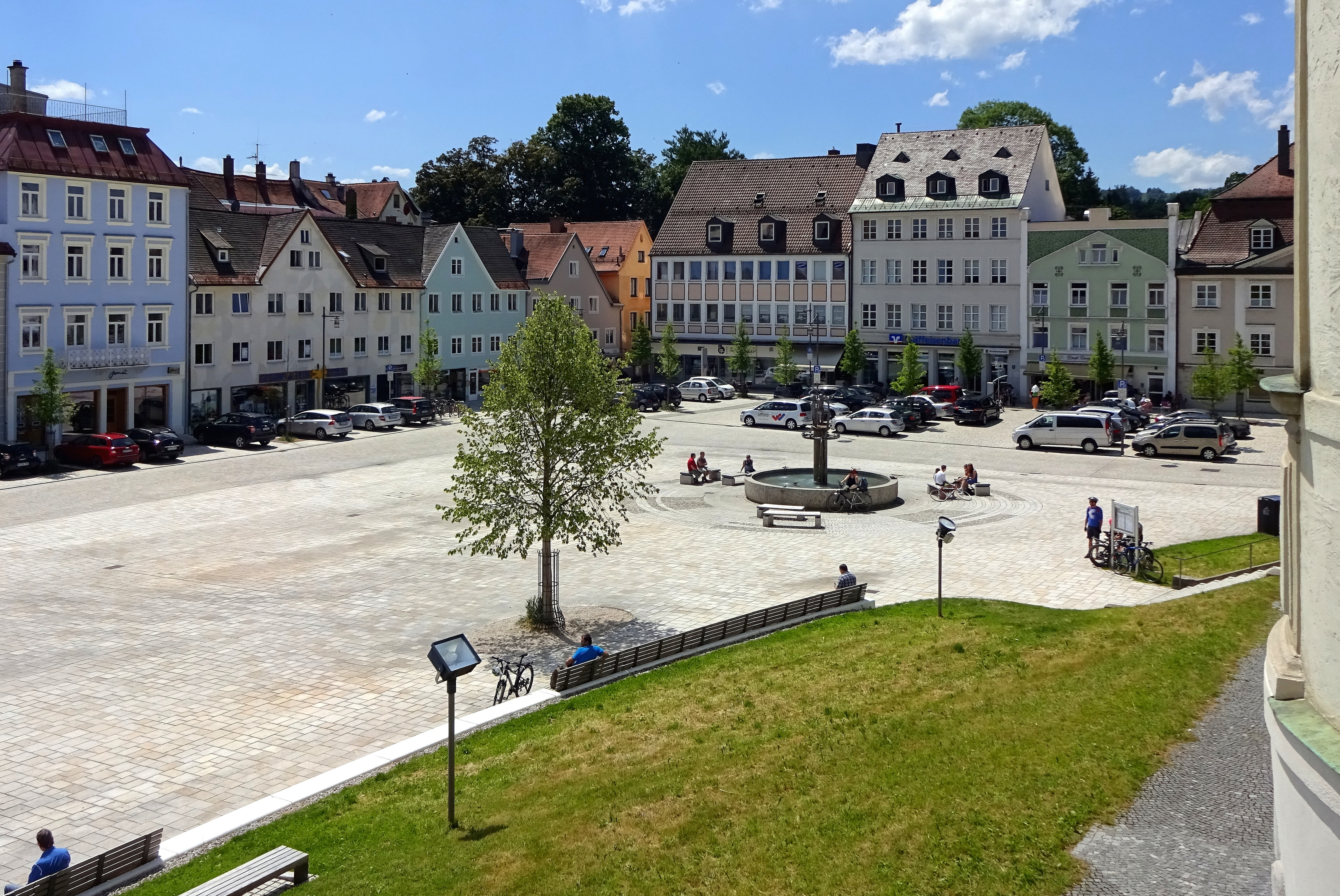
Blick auf die Südwestseite

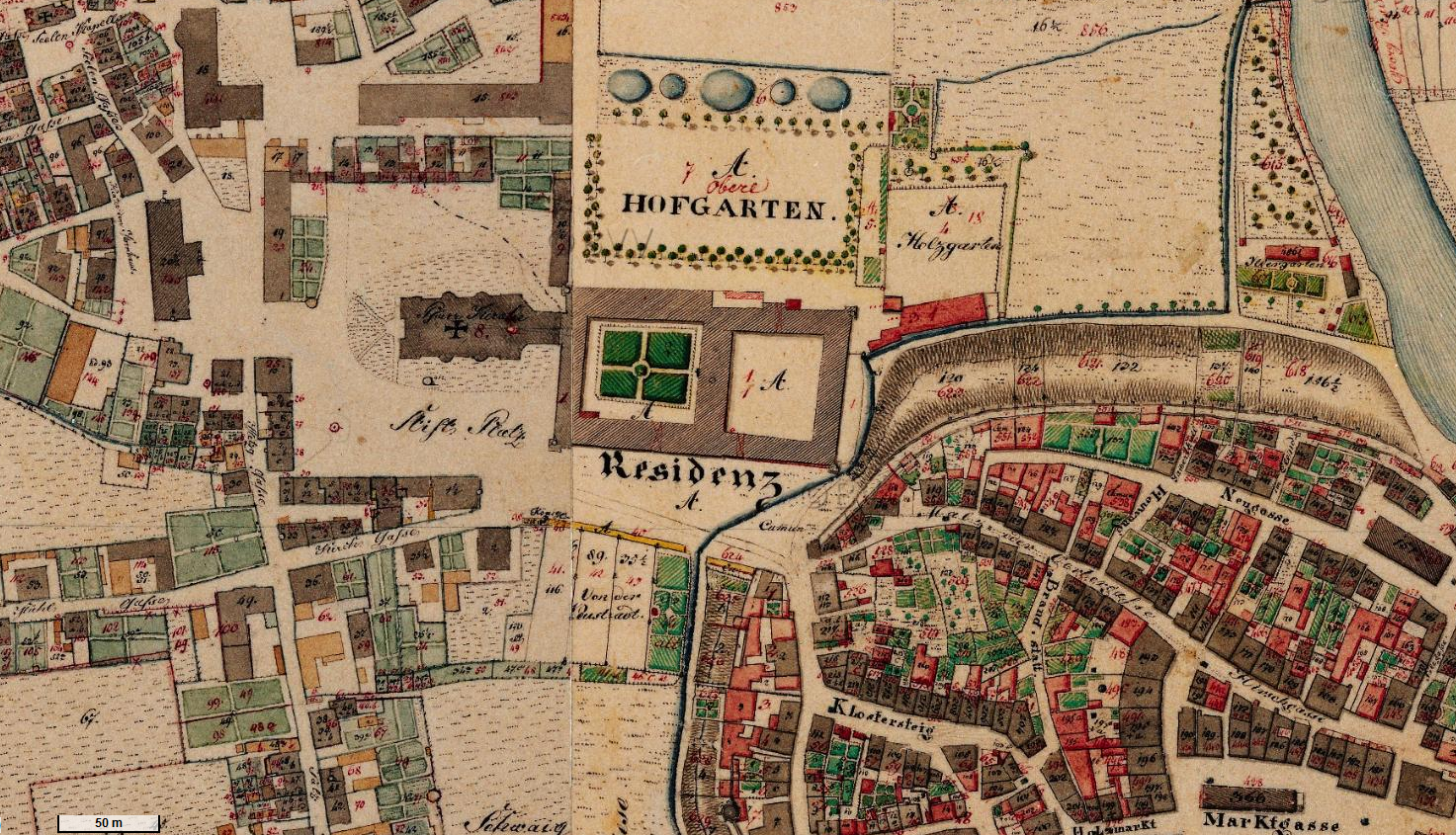
Stifts Platz auf der historischen Flurkarte aus dem Jahr 1823

Der Hildegardplatz ist ein Platz neben der Basilika St. Lorenz in Kempten (Allgäu). In seiner heutigen Form besteht der Platz seit dem Bau der Kirche im 17. Jahrhundert. In den regionalen sowie überregionalen Blick der Medien gelangte der Hildegardplatz durch einen geplanten Umbau, der den Bau einer Tiefgarage beinhaltete. Den Namen erhielt der Platz im Jahr 1862, davor wurde er als Stiftsplatz bezeichnet.

## Beschreibung und Lage

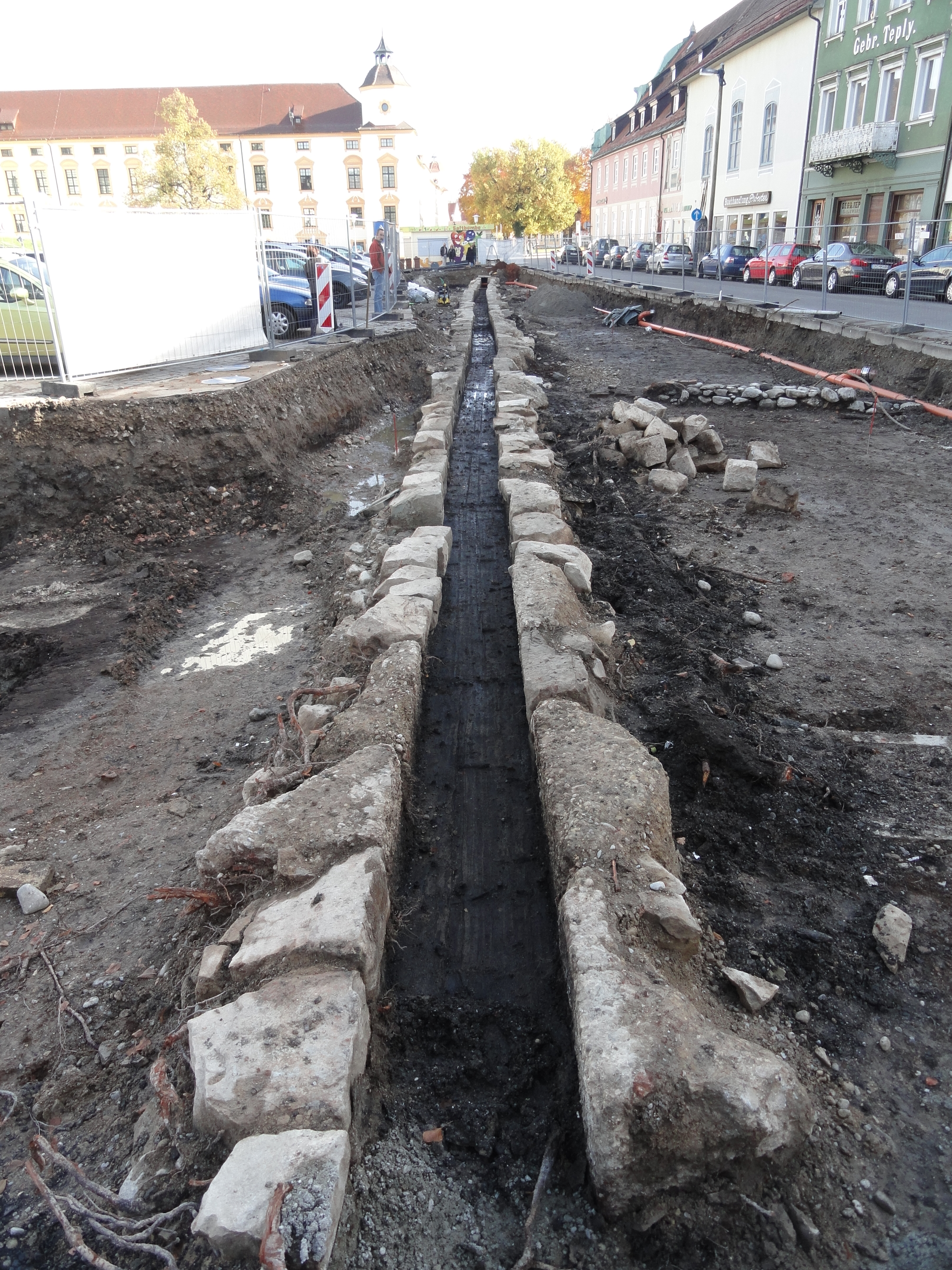
Ende Herbst 2012 aufgedeckter Schlangenbachkanal

Der Hildegardplatz ist direkt neben der St.-Lorenz-Kirche platziert. Mittwochs und samstags beherbergt der Platz von Frühjahr bis Herbst einen Wochenmarkt. In direkter Umgebung befindet sich das Zumsteinhaus, daneben das Landhaus. Des Weiteren schließt der Platz an das Kornhaus sowie an die Serrohäuser an.

## Hildegardbrunnen
Einer der ersten Brunnen wurde auf dem Platz im Jahr 1783 aufgestellt. Er besaß ein aus Metall gefertigtes Becken. Um 1800 wurde er abgebaut und an einem Bauernhof in einer benachbarten Gemeinde aufgestellt. Ersetzt wurde er durch einen neuen Brunnen mit Steinbecken. Dieser wurde 1847 durch einen neugotischen, gusseisernen Brunnen mit einer Statue der Kirchenstifterin Hildegard ersetzt. Die einzelnen Elemente waren ursprünglich bunt bemalt. Im August 1950 wurde dieser auch abgetragen. Der Brunnen war in einem schlechten Zustand, eine Instandsetzung wäre zu kostspielig gewesen.
2013 wurde nach der Umgestaltung des Platzes ein von Christiane Sandler entworfener Brunnen aufgestellt. Das runde Muschelkalkbecken ist mit sechs Tieren verziert, aus denen nach Knopfdruck Trinkwasser fließt. Bei den Tieren handelt es sich je um einen Salamander, Frosch, Ringelnatter, Forelle, Karpfen und Krebs. Auf der getrennten Säule in der Brunnenmitte stehen zwei Figuren in Badebekleidung mit ausgestreckten Armen neben einem Apfelbaum. Darunter befindet sich ein Kranz um die Säule, auf der mehrere kleine Vögel stehen. Aus diesem Kranz fließt aus Düsen Wasser. Der neue Brunnen wurde von der Bevölkerung durchwachsen aufgenommen. Kritisiert wurden die Figuren mit Badebekleidung, der Stil der 1980er Jahre und der fehlende Bezug zum Hildegardplatz.

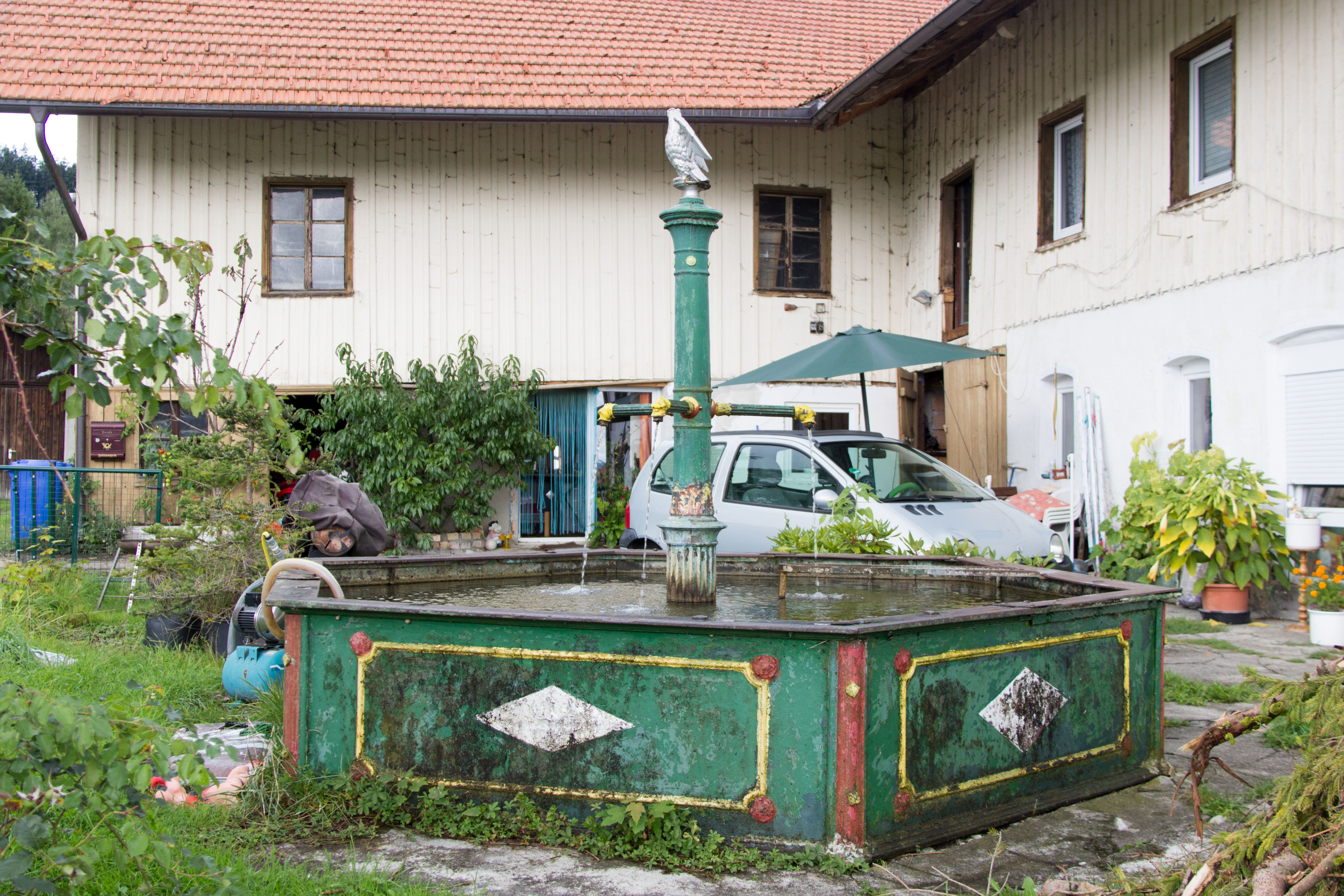
Hildegardbrunnen von 1783. Dieser wurde um 1800 durch einen mit Steinbecken ersetzt. Die Figur auf der Säule ist nicht mehr vollständig erhalten.
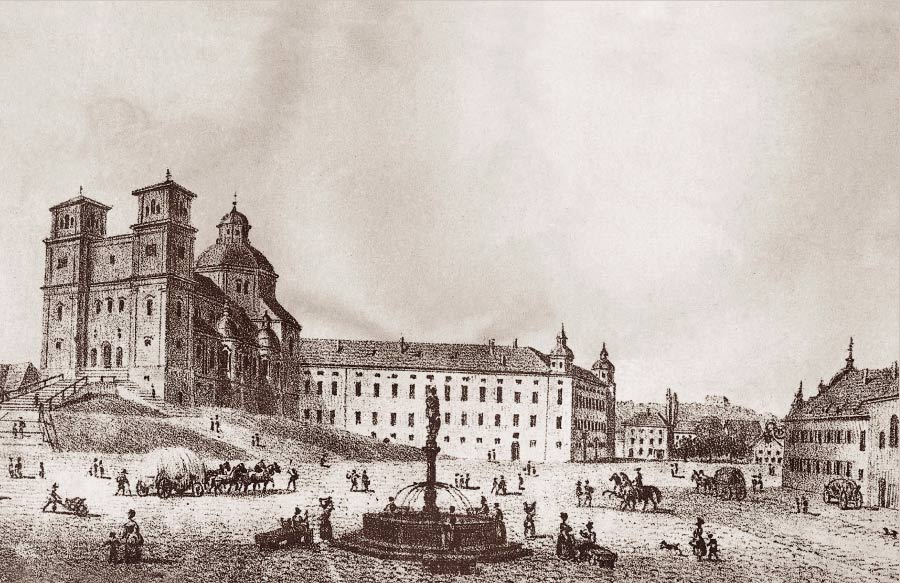
Diese Zeichnung zeigt den Brunnen mit Steinbecken wie er ab 1800 auf dem Platz stand.
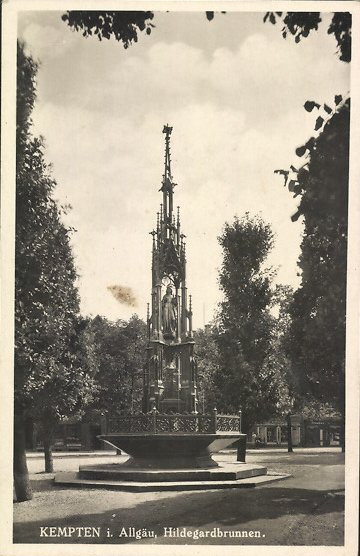
Der Hildegardbrunnen im Jahr 1918. Er stand dort von 1847 bis August 1950.
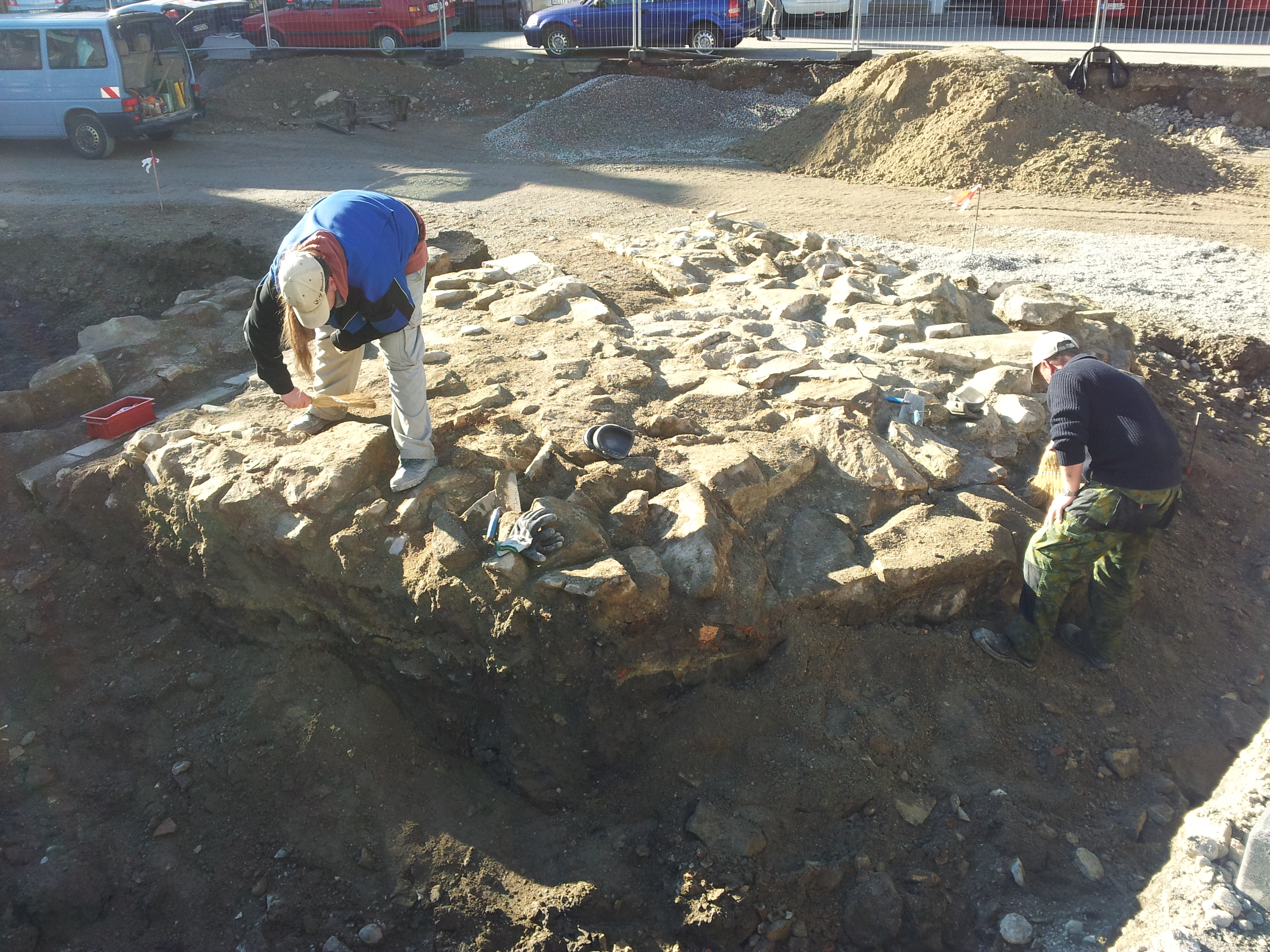
Bei Bauarbeiten freigelegter Unterbau des Brunnens von 1800.
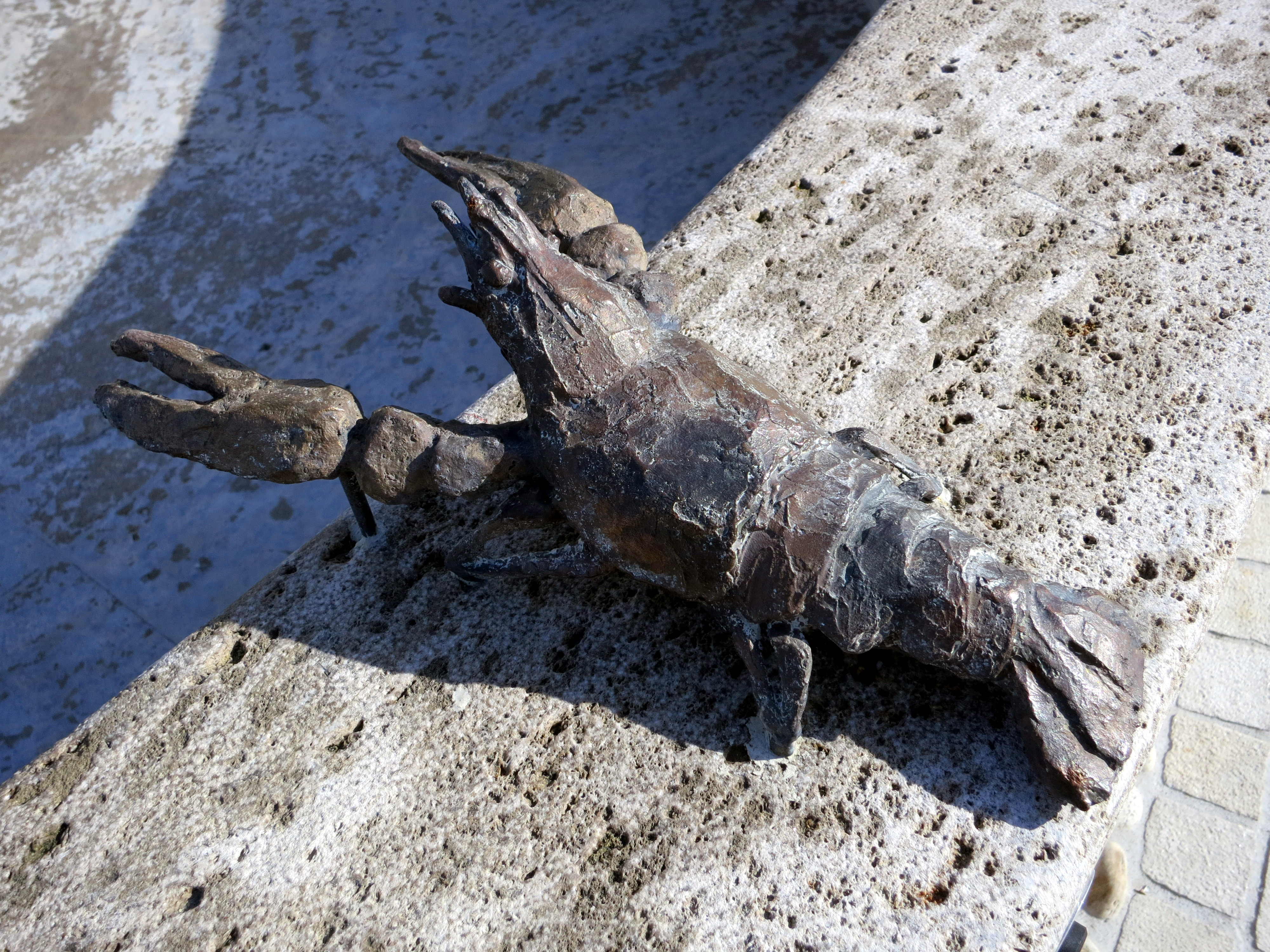
Krebs auf der Brunnenschale von 2013.

## Umgestaltung des Platzes

### Tiefgarage und Bürgerentscheid

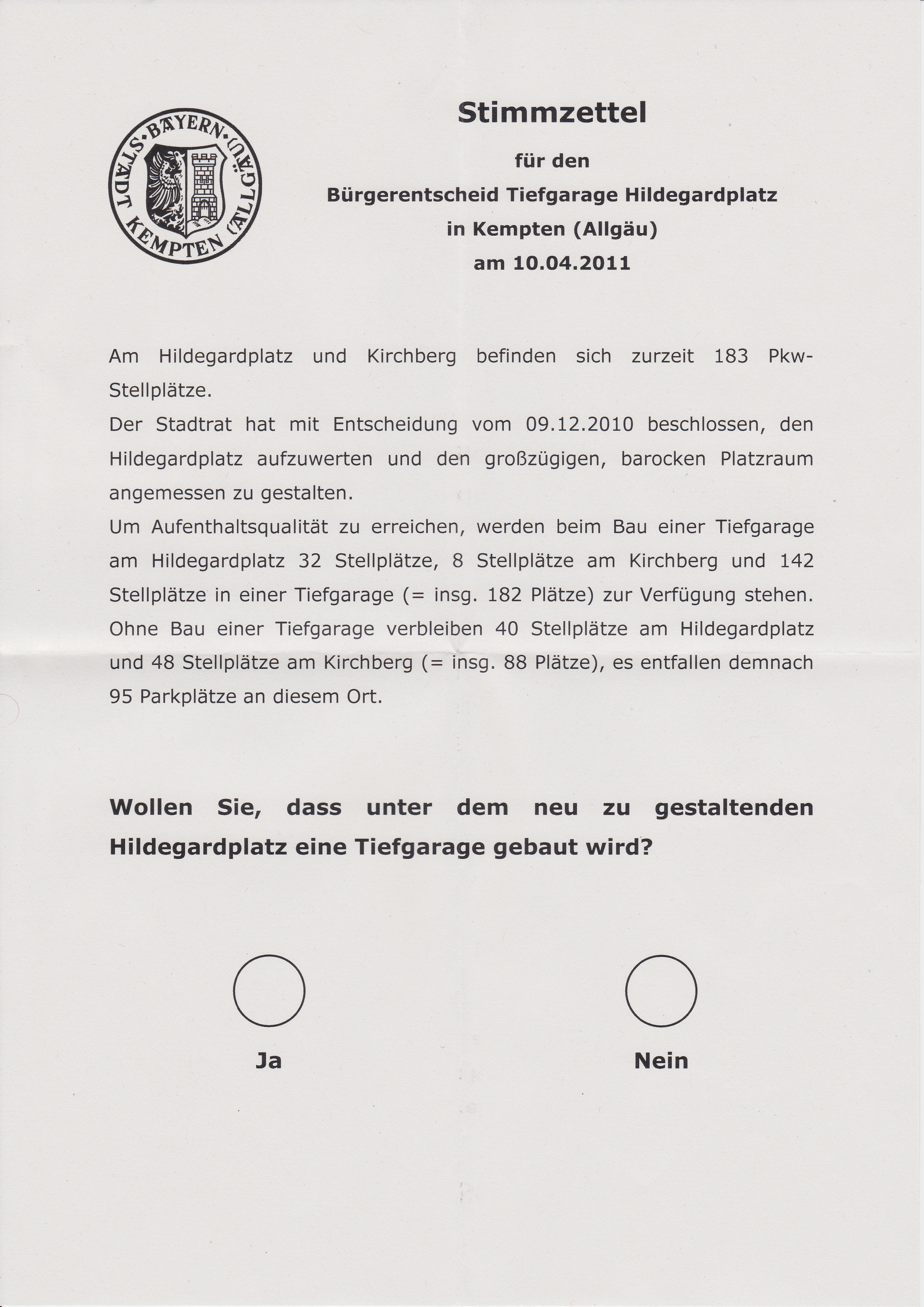
Stimmzettel des Bürgerentscheids vom 10. April 2011.

Bereits vor 1999 gab es Pläne, den Platz neu zu gestalten. Es gab auch Vorschläge für eine Tiefgarage. Die geplanten Maßnahmen wurden jedoch noch 1999 zu den Akten gelegt. Hauptkritikpunkt war stets der Bau der Tiefgarage.
2007 nahm der Stadtrat unter Oberbürgermeister Ulrich Netzer die Planungen wieder auf. Ende 2008 fand eine „Planungswerkstatt“ statt, bei welcher etwa 200 Bürger Vorschläge vorbrachten. Im Juni 2009 wurden mehrere Pläne vorgestellt. Manche Überlegungen umfassten eine Garage. Bis zum August 2009 hatten die Tiefgaragengegner einen Bürgerentscheid vorgeschlagen. Im Juni 2011 sprach sich der Stadtrat hierfür aus.
Große Kritik kam teilweise von den Bürgern und dem Bund der Steuerzahler. Die veranschlagten Kosten für den Umbau, der eine Garage beinhaltete, beliefen sich auf 7,10 Millionen Euro; beim Verzicht auf die Garage wurden lediglich Gesamtkosten von 2,70 Millionen Euro erwartet. Der Bau der Tiefgarage war für den Zeitraum 2013 bis 2015 angesetzt. Dabei wurden mögliche Verzögerungen durch archäologische Funde nicht berücksichtigt. Ohne den Bau einer Tiefgarage sollten die Arbeiten von 2013 bis 2014 dauern. Bei dem geplanten Umbau wurde auch ein Verzicht auf Parkplätze geplant. So hätte man mit Tiefgarage auf einige der bisherigen 183 Plätze verzichten müssen. Bei der Version mit Tiefgarage sollten 40 Plätze unter freiem Himmel und 142 in der Garage zur Verfügung stehen. Ein garagenloser Platz sollte insgesamt 88 Stellplätze bieten.
Am 10. April 2011 kam es zu dem Bürgerentscheid. Dabei wurde die Frage gestellt, ob unter dem neu gestalteten Hildegardplatz eine Tiefgarage gebaut werden solle. Die Auszählung ergab eine Ablehnung von circa 75 % bei einer Beteiligung von 37 %.

#### Kritikpunkte an der Garage
Bei der Debatte vor dem Bürgerentscheid machten Kritiker geltend, dass die auf Schwemmsand stehende Kirche beschädigt werden könnte. Auch der Bund der Steuerzahler stellte die hohen Kosten in Frage. Teilweise äußerten ortsnahe Geschäfte die Kritik, dass der Bau zu lange dauern würde und so die Geschäfte starke finanzielle Einbußen hinnehmen müssten.
Nach Ansicht der Befürworter der Garage bot die Version ohne diese zu wenig Parkraum, um das Areal attraktiv für Geschäfte und potenzielle Kunden zu machen.

### Umplanung der Platzgestaltung
Nach dem Bürgerentscheid wurde, wie auch schon davor, die geplante Platzgestaltung als wenig gelungen angesehen. Daraufhin forderte die Stadt öffentlich die Bürger zum Erstellen von Vorschlägen und zur Äußerung von Wünschen für einen neuen Hildegardplatz auf. Die Ergebnisse wurden am 9. November 2011 vorgestellt.
Zu Beginn des Jahres 2012 wurden drei Vorschläge der Öffentlichkeit vorgestellt. Die Bevölkerung wurde bei den letzten Ausbesserungen der Pläne miteinbezogen. Auch bei der Wahl aus den letzten drei Entwürfen orientierte sich der Ausschuss am Willen der Bürger sowie an den Bedürfnissen der Markthändler. Im Juni 2012 entstand eine Musterfläche auf dem Platz mit dem möglichen Steinbelag.

### Bauarbeiten

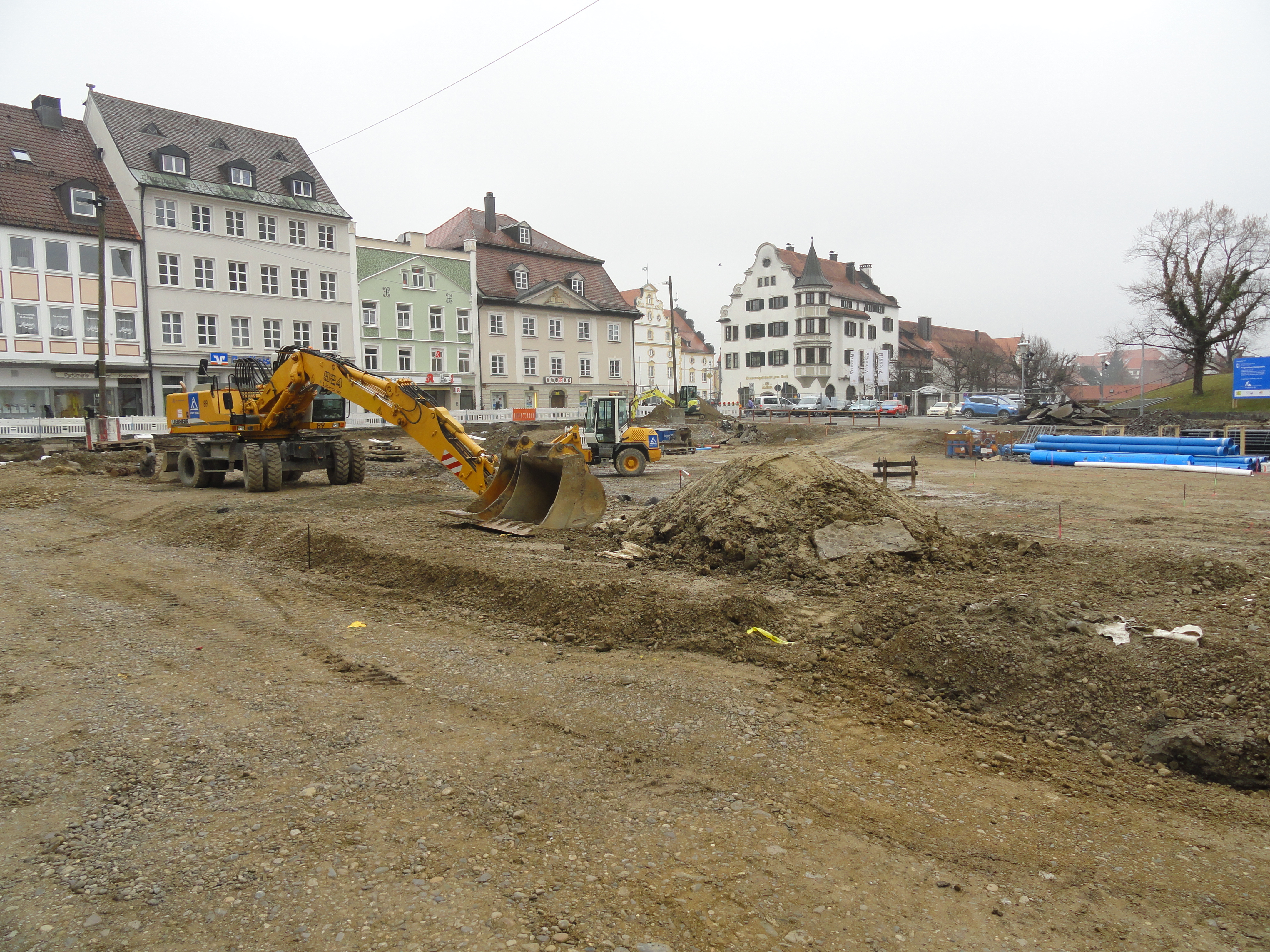
Die fortgeschrittenen Bauarbeiten im April 2013

Ende 2012 begannen die Bauarbeiten am Platz. Gleich zu Beginn stieß man auf den Schlangenbach, einen Teil der frühen Fernwasserversorgung in Kempten. Das verwendete Material des Bachkanals war insbesondere Nagelfluh. Darauf lagen massive Steinplatten, die nach mehrfachen Bürgerwünschen als Erinnerungsmaßnahme auf der Platzoberfläche den Kanallauf darstellen sollen. Weitere Funde waren Pferdestallungen unterhalb des Kirchhügels, zwei massive Brunnenfundamente und Reste bisher eher unbekannter mittelalterlicher Gebäude.
Die Arbeiten sollten ursprünglich in der Jahresmitte 2013 beendet sein; die offizielle Eröffnung des Hildegardplatzes fand schließlich am 11. April 2014 statt.
Bei den Bauarbeiten Anfang 2013 kam es zu einer angeblich unerwarteten „Kostenexplosion“, weshalb einige Arbeiten, wie zum Beispiel ein Kiosk auf dem Platz, nicht ausgeführt werden. Veranschlagt waren Kosten von etwa 3,75 Millionen Euro, bei Berechnungen im Jahr 2013 kam es nach dem Ausschreiben der Arbeiten an Unternehmen zu Kosten von etwa 5 Millionen Euro.
Am 8. April 2013 wurde während des offiziellen Spatenstichs eine Zeitkapsel mit zeitgeschichtlichen Dokumenten im Boden des Hildegardplatzes versenkt. Die Stadt Kempten, das City-Management und die Allgäuer Zeitung hatten interessierte Bürger aufgerufen, schriftliche Dokumente, Geschichten von Erlebnissen oder Erinnerungen etc. zu nominieren. Ein konstituierendes Element der Zeitkapsel bildete dabei das Stadtlexikon Kempten – der Ausdruck von einhundert ausgewählten Wikipedia-Artikeln zu Kempten.

## Veranstaltungen

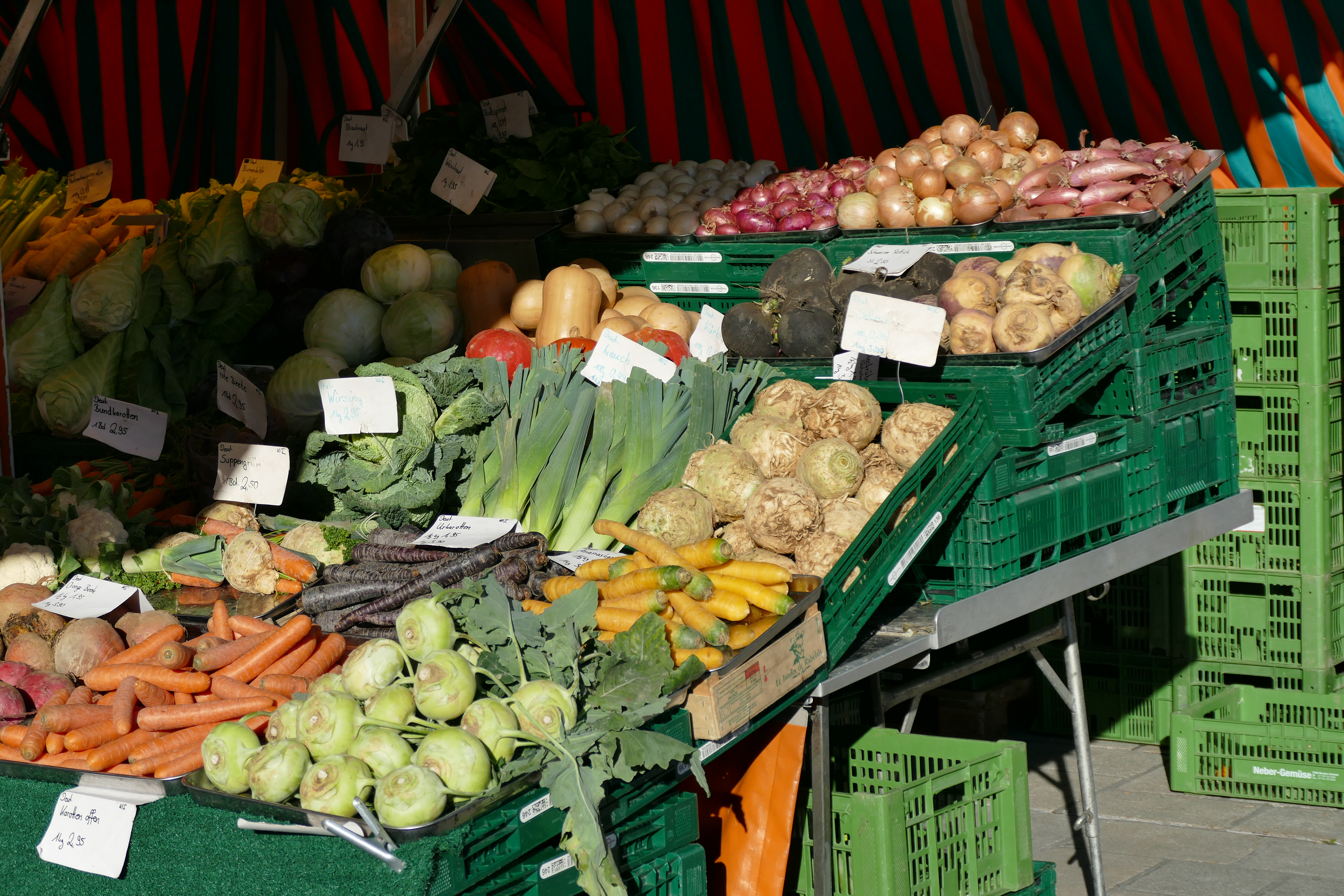
Wochenmarkt auf dem Hildegardplatz

Auf dem Hildegardplatz finden jährlich verschiedene Veranstaltungen statt, darunter das Stadtfest sowie Open-Air-Konzerte. So traten am 14. Juli 2012 The Boss Hoss in Begleitung von Antenne Bayern auf.